# 蒂納基約市

蒂納基約市（西班牙語：Municipio Tinaquillo），2011年之前名為法爾孔市，是委內瑞拉的一個市，位於該國西部科赫德斯州，首府設於蒂納基約，面積714平方公里，2007年人口90,773，人口密度為每平方公里130人。